# A hölgy egy kissé bogaras
A hölgy egy kissé bogaras 1938-ban bemutatott fekete-fehér, romantikus magyar filmvígjáték Ráthonyi Ákos rendezésében.

## Cselekmény
Helyszín: Budapest, Tamásbürgözd
Idő: az 1930-as évek második fele
A főcím utáni inzert szövege:
„ Ez a történet valóban megtörtént és a benne szereplők élő alakok. Amennyiben ismert személyekre mégsem hasonlítanának, úgy az merő véletlen csupán.”
Takács Klári nagyon szeretne álláshoz jutni Budapesten, de akárhány helyre megy el, meg sem hallgatják a szorgalmas gyors- és gépíró kisasszonyt.
Egy albérletből egy fiatal, zavarodott elméjű nőt szállítanak el az elmegyógyintézetbe („a Lipótmezőre”). A főbérlő felveszi Klárit. A korábban ott lakott nő otthagyott holmijai között rengeteg levelet találnak, köztük egy ajánlólevelet a nő államtitkár nagybátyjától. A főbérlő szerint a ajánlólevélre a bolond nőnek már nem lesz szüksége, mert nem engedik ki a zárt intézetből, így odaadja a levelet Klárinak, hogy használja fel.
Klári a levél felmutatásával ezúttal simán bejut az igazgatóhoz, majd magához a Tormássy Művek RT vezérigazgatójához is. A levélben az a kérés áll, hogy lehetőség szerint vegyék alkalmazásba a hölgyet, aki „egy kissé bogaras”, ezért nem szabad idegesíteni, de egyébként megbízhatóan dolgozik. A történet komikus vonulata, hogy a központban dolgozók mind nagy ívben elkerülik az új gépírókisasszonyt, akinek napokig senki nem ad munkát, mert a vezérigazgató utasítására „kímélni kell”. Klári azonban dolgozni akar.
Ezt megelőzően Tormássy vezérigazgató és fia, Péter összevesznek. Péter éppen túl van egy szerelmi csalódáson. Úgy gondolja, hogy a nők csak azért szeretik, mert az apja gazdag ember, ezért úgy dönt, hogy letelepszik egy tanyán, ahol baromfitenyésztésből akar megélni, és az apjától nem hajlandó pénzt elfogadni a vállalkozásához. Tormássy szeretné, ha a fia felhagyna ezzel, és visszajönne Pestre, hogy igazgatóként őmellette dolgozzon. Ezért igazgatója tanácsára leküldi a fiához Klárit, mert a fia azt kérte, hogy küldjön neki egy gépírónőt (bár olyan nőt kért, aki se nem fiatal, se nem csinos, és Klári ennek a kikötésnek nem felel meg).
Klári leutazik a tanyára, és elnyeri Péter rokonszenvét azzal, hogy pisztollyal jól tud célba lőni. A minigazdaság azonban a csőd szélén áll, és pár nap múlva már ennivalójuk sincs. Péter megbízza Klárit azzal, hogy utazzon vissza Pestre, és vásároljon neki ötven darab pulykatojást.
Klári felkeresi a munkahelyén a vezérigazgatót, hogy felvegye a fizetését. A vezérigazgató kérdésére elmondja, hogy a fia nagyon sanyarú életet él, és ő elhatározta, hogy vissza fogja hozni Pestre.  Tormássy ezt örömmel fogadja, és 5000 pengőt ajánl fel, ha sikerül neki. (Klári fizetése havi 180 pengő).
Klári két darab hatalmas strucctojással tér vissza a tanyára, amit Péter mérgében a földhöz vág.
Egy szomszéd gazda meghívja őket a lánya esküvői vacsorájára. Ez megmenti őket az éhenhalástól.
Klári visszautazik Pestre azzal a hírrel, hogy Péter hamarosan visszaköltözik Pestre. Az apa ennek eleinte örül, de amikor meghallja, hogy a két fiatal össze akar házasodni, mérges lesz és azt mondja, hogy inkább maradjon a fia ott, ahol van.
Tormássy megbízza egy elmegyógyintézet professzorát, hogy titokban vizsgálja meg egy fiatal lány (Klári) elmeállapotát, anélkül, hogy az illető tudna róla. A professzor úgy jelenik meg a tanyán, mint aki meg akarja venni azt. Eközben titokban lesújtó véleményt ír mindkét fiatal elmeállapotáról, majd elmenekül az ablakon át, mert úgy érzi, hogy az élete veszélyben van (a két fiatal egy-egy pisztollyal hadonászik és időnként lőnek is).
Klári nem mondja meg Péternek, hogy az apja nem örült az elhatározásuknak. Péter felkeresi az apját. Ekkor kiderül számára, hogy apja a lányt bolondnak tartja, amiről szakvélemény van a kezében, másrészt pénzt ajánlott fel a lánynak azért, hogy a fiát visszacsábítsa Pestre. Péter ezt újabb szerelmi csalódásként éli meg. Kiutalják az 5000 pengőt a lánynak, ő azonban visszaviszi a vezérigazgatónak. Klári felháborodik.  Tormássy az államtitkárnak telefonál, aki azt mondja neki, hogy az unokahúga már három hónapja zárt intézetben van. Tormássy rájön, hogy a lány nem „bolond”. Amikor behívatja a fiát, az hidegen viselkedik a lánnyal és kimegy. Klári lesújtva távozik.
Tormássy néhány hét múlva elárulja a fiának, hogy a lány nem fogadta el a pénzt. Péter bánatában italozni kezd. Krompacher felajánlja Tormássynak, hogy jó útra téríti a fiát, de ez a szándék közös ivászatba torkollik, aminek a végén felkeresik a lakást, ahol Klári lakik, de a főbérlőnő kidobja őket.
Krompacher megemlíti, hogy Klári egy kisebb irodánál dolgozik, és azzal az ötlettel áll elő, hogy vegyék meg a céget, így Klárinak a központban kellene dolgoznia. Ő azonban mindig másik céghez megy dolgozni. Tormássy nehezményezi, hogy 17 céget vettek meg alig több mint egy hónap alatt. Felkeresi Klárit az albérletében és könyörög neki, hogy menjen hozzá a fiához feleségül. Klári elárulja neki, hogy már délelőtt megesküdtek.

## Szereplők
- Tolnay Klári (Takács Klári, Bimbi)
- Ráday Imre (Tormássy Péter)
- Mály Gerő (Krompacher igazgató)
- Gózon Gyula (Tormássy vezérigazgató)
- Pethes Sándor (Gerber)
- Simon Marcsa (főbérlő asszony)
- Gobbi Hilda (bolond nő, akit elvisznek)
- Dózsa István (Novák úr)
- Justh Gyula (Gyári portás)
- Makláry Zoltán (Csupori, intéző a tanyán)
- Egyed Lenke (Csupori felesége)
- Pethes Ferenc (kovácsinas)
- Kelemen Lajos (paraszt)
- Szabó Dezső (fiatal jegyző)
- Dezsőffy László (Sümegi)
- Kőváry Gyula (Dr. Gereben professzor)
- Fülöp Zoltán (ápoló)
- Vándori Gusztáv (Gyomassy államtitkár)
- Adorján Éva (titkárnő)
- Sugár Lajos (Zombory cégvezető)
- Misoga László (rendőr)